# Joseph Cross
Joseph Michael Cross (* 28. Mai 1986 in New Brunswick, New Jersey) ist ein US-amerikanischer Schauspieler, Produzent und Regisseur, der durch seine Rolle als Joshua A. Beal im Dramedy Wide Awake (1998) bekannt wurde.

## Leben
Cross wurde in der ostamerikanischen Stadt New Jersey als Sohn von Maureen und Michael Cross geboren. Er hat vier Geschwister, Liz, Brian, James und Andrew. In seiner Kindheit liebte er es, viele Abenteuerausflüge in die Natur zu unternehmen. Er besuchte das Trinity College in Hartford.
Joseph Cross gab 1998 in dem Hollywood-Film Wide Awake des indischstämmigen Regisseurs M. Night Shyamalan sein Leinwanddebüt. Nach seiner Leistung als Schauspieler war er im selben Jahr auch in dem Thriller Desperate Measures mit Brian Cox und Michael Keaton und im Film Jack Frost zu sehen. Zwischen den Jahren 1990 und 2004 spielte er in sieben Fernsehserien mit unter anderem in The O'Keefes (2003) und Smallville (2004). 
2005 nahm er die Rolle des Young Barry in dem Film Homecoming an und verkörperte Derrick Blank in Strangers with Candy. 2006 war er in dem Kriegsfilm Flags of Our Fathers von Clint Eastwood und in Krass von Ryan Murphy zu sehen. Regisseur Gregory Hoblit verpflichtete Cross 2007, um die Rolle des Owen Reilly in dem Thriller Untraceable zu besetzen. Es folgten Auftritte in Gangsters (2011) und dem preisgekrönten Lincoln (2012) von Steven Spielberg. Im Jahr 2019 führte Joseph Cross die Regie des Films Summer Night und war gleichzeitig Produzent.
Cross ist auch Gitarrist der Rockband Roostir.

## Filmografie (Auswahl)
- 1997: Northern Lights (Fernsehfilm)
- 1998: Von Schuld getrieben (Saint Maybe, Fernsehfilm)
- 1998: Ein Hauch von Himmel (Touched by an Angel; Fernsehserie, Folge 5x10)
- 1998: Wide Awake
- 1998: Desperate Measures
- 1998: Jack Frost
- 2003 Smallville (Hereafter; Fernsehserie, Folge 3x12)
- 2005: Homecoming
- 2005: Strangers with Candy
- 2005: Law and Order (Eiskalte Liebe; Fernsehserie, Folge 15x15)
- 2006: Flags of Our Fathers
- 2006: Krass (Running with Scissors)
- 2008: Untraceable
- 2008: Milk
- 2008: Son of Mourning (auch als Produzent)
- 2011: Born to Race
- 2011: Gangsters (Edwin Boyd: Citizen Gangster)
- 2012: Lincoln
- 2012: Art Machine
- 2013: Jimmy P. – Psychotherapie eines Indianers (Jimmy P.)
- 2014: Last Weekend
- 2017: Big Little Lies (Fernseh-Miniserie, 6 Folgen)
- 2020: Mank
- 2021: Licorice Pizza
- 2022: Devotion

## Auszeichnungen
- 1999: YoungStar Award: Nominierung in der Kategorie Best Performance in a Soap Opera für As The World Turns
- 1999: Young Artist Award: Nominierung in der Kategorie Best Performance in a Feature Film für Wide Awake
- 2000: Young Artist Award: Nominierung in der Kategorie Best Performance in a Soap Opera für die TV-Serie As the World Turns
- 2006: Satellite Award: Auszeichnung in der Kategorie Bester Schauspieler in einem Musikfilm oder einer Komödie für Krass
- 2007: Critics’ Choice Movie Award: Nominierung in der Kategorie Bester jüngster Schauspieler für Krass
- 2009: Screen Actors Guild Award: Nominierung in der Kategorie Outstanding Performance by a Cast in a Motion Picture für Milk